# Dalila Bulcão Mello
Dalila Bulcão Mello -más conocida como Dalila- (Curitiba, 17 de mayo de 1970) es una exjugadora brasileña de baloncesto que ocupaba la posición de pívot.
Fue parte de la Selección femenina de baloncesto de Brasil con la que ganó la medalla de oro en el Campeonato Mundial de Baloncesto femenino en Australia 1994.

## Estadísticas en competencias FIBA
| Año            | Competencia                               | PPJ | RPJ | APJ |
| -------------- | ----------------------------------------- | --- | --- | --- |
| 1994           | Campeonato Mundial de Baloncesto femenino | 2   | 0   | 0   |
| Promedio total | Promedio total                            | 2   | 0   | 0   |
| Fuente: FIBA.  |                                           |     |     |     |